# Nazarener (Kunst)

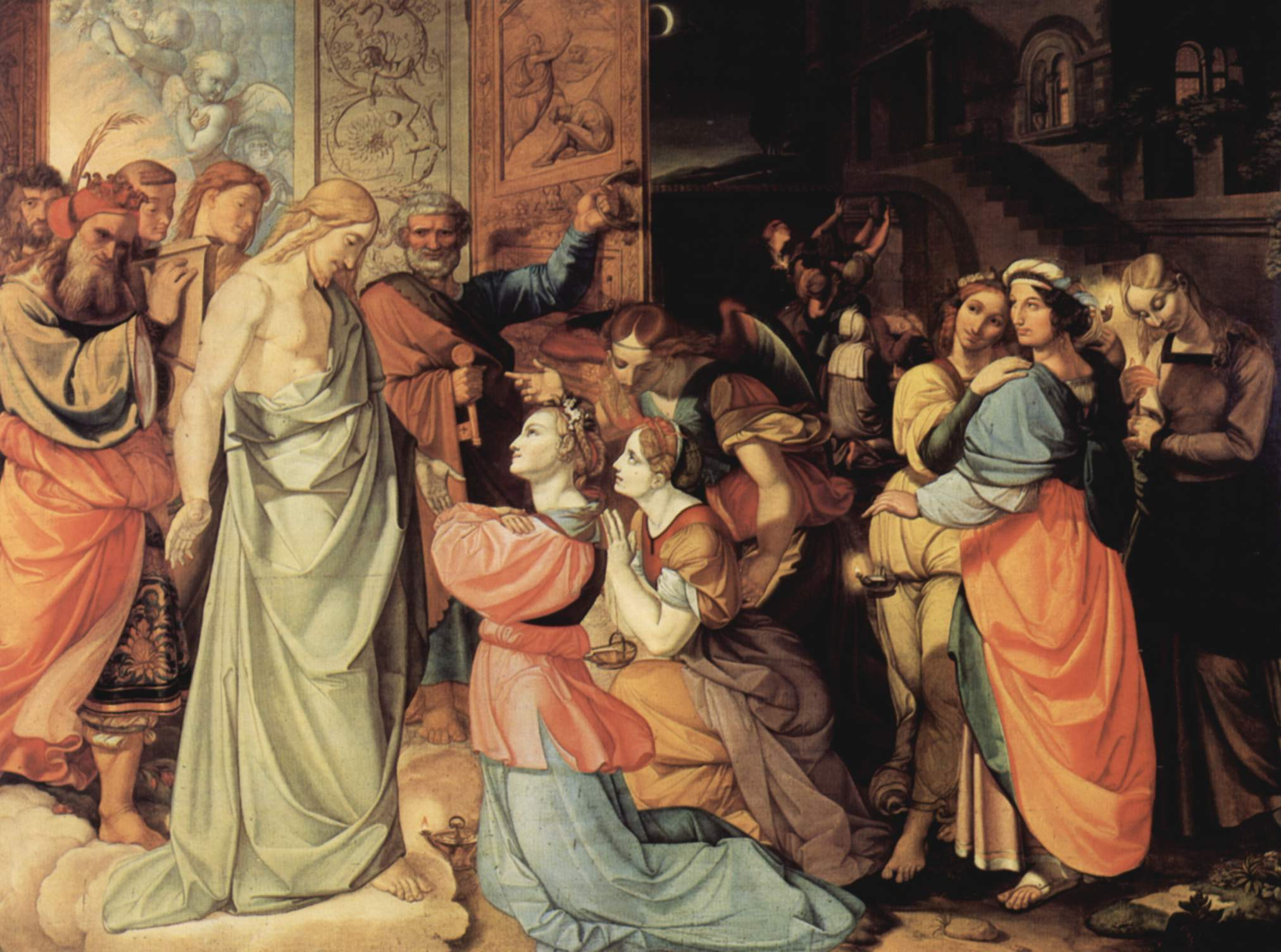
Peter von Cornelius: Die klugen und die törichten Jungfrauen, Öl auf Leinwand, 1813–1819, Düsseldorf, Museum Kunstpalast

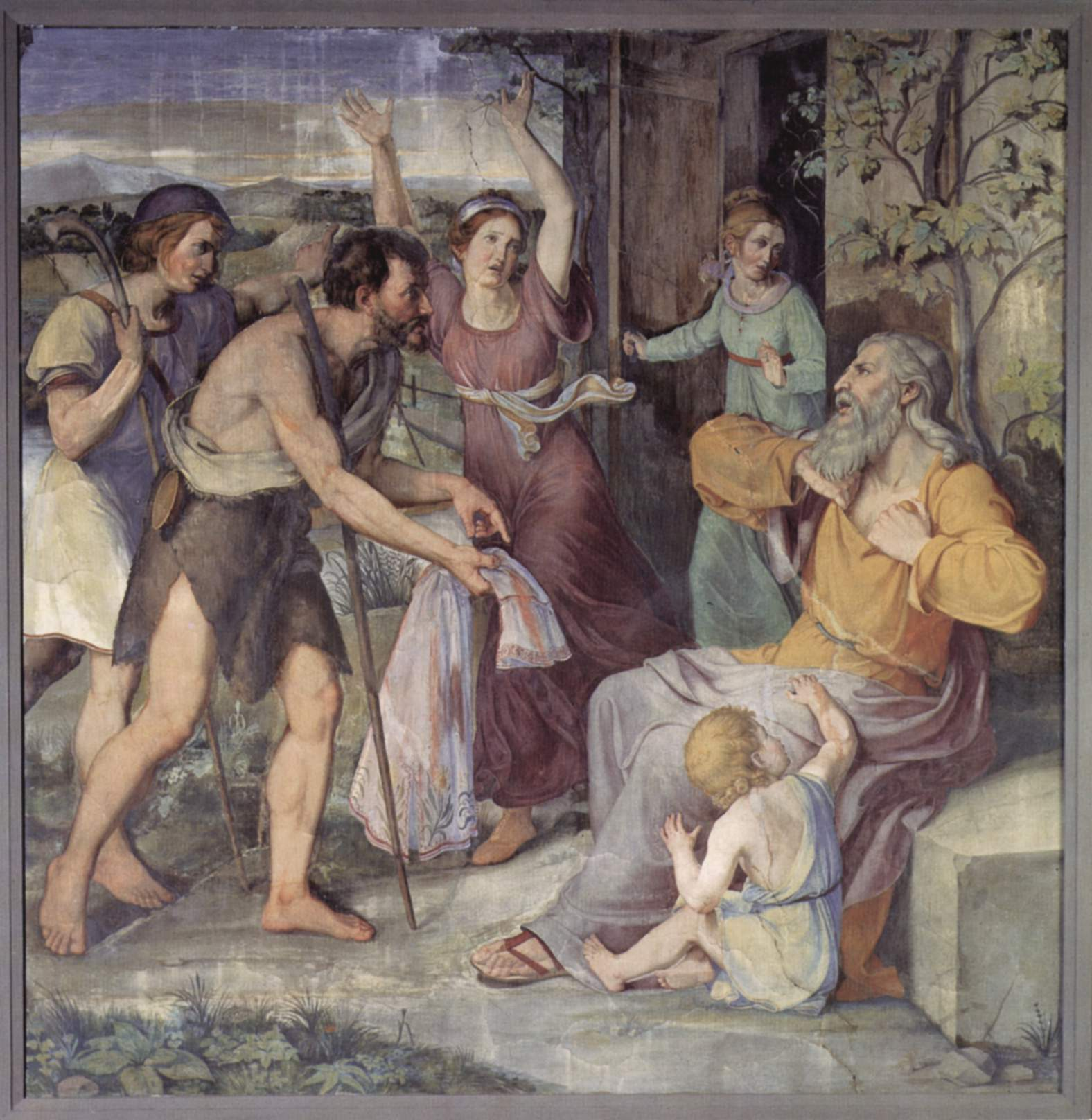
Friedrich Wilhelm Schadow: Der blutige Rock, Fresken der Casa Bartholdy, Berlin

Als nazarenische Kunst wird eine romantisch-religiöse Kunstrichtung bezeichnet, die deutschsprachige Künstler zu Beginn des 19. Jahrhunderts in Wien und Rom begründeten. Vertreter dieser Stilrichtung, die Nazarener, standen überwiegend dem Katholizismus nahe, und nicht wenige konvertierten zu ihm. Hintergrund ihres Aufbruchs waren die gesellschaftspolitischen Umbrüche der napoleonischen Ära und im repressiven Metternichschen System, die sich in der Kunst und der Lehre an den Kunstakademien niederschlugen. Das Ziel der Nazarener war die Erneuerung der Kunst im Geiste des Christentums, wobei ihnen alte italienische und deutsche Meister als Vorbilder dienten. Sie beeinflussten die Kunst der gesamten Romantik.

## Die BezeichnungNazarener

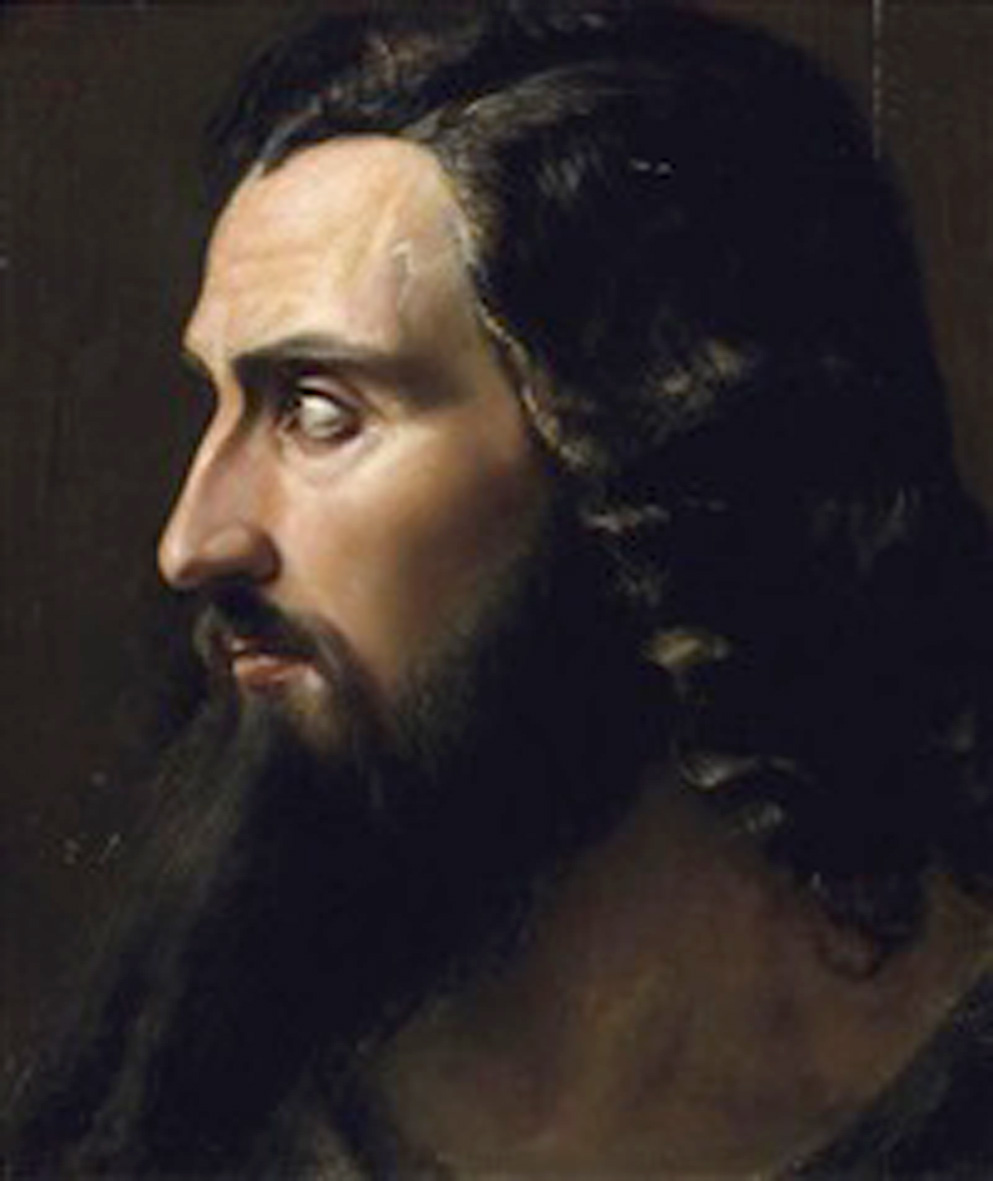
Bärtiger Mann im Profil, August Grahl, 1845

Die Bezeichnung Nazarener ist zunächst biblischen Ursprungs. Mit diesem Begriff wurden die Anhänger Jesu nach dessen Kreuzestod bezeichnet. Im 17. Jahrhundert kannte man in Rom alla nazarena als Bezeichnung einer Haartracht, bei der das Haar lang und in der Mitte gescheitelt getragen wurde. „Haupthaar und Bart lassen sie lang und ungekämmt wachsen. Blasse Gesichtsfarbe gilt bei ihnen für Schönheit, die sie auch künstlich hervorzubringen wissen. Sie verdrehen gerne die Augen und senken den Kopf nach den Schultern.“
Sowohl Raffael als auch Albrecht Dürer haben solche Frisuren getragen, und die in Rom lebenden Künstler, die man später als Nazarener bezeichnete, sollen sie zumindest eine Zeit lang ebenfalls so getragen haben. Eine Theorie besagt, dass die Bezeichnung i Nazareni für die Anhänger dieser Kunstrichtung auf die spottlustigen Römer zurückzuführen sei, die damit die Künstler karikieren wollten. Belegt ist, dass Goethe diesen Begriff in seinem Briefwechsel mit Johann Heinrich Meyer verwendete. Er taucht auch in den Briefen des Kunstagenten und Bildhauers Johann Martin Wagner auf, der die Künstler unter anderem auch als langhaarige Altkatholiken bezeichnete. Gerade diese Benennung reflektierte den ideellen, präreformatorischen Anknüpfungspunkt der Künstler. Dieser dokumentierte sich wiederum in den vielen Konversionen zum Katholizismus.
Der Name Nazarener im stilkundlichen Sinn wurde wahrscheinlich erst im Nachhinein geprägt. Zum ersten Mal in schriftlicher Form findet er sich in diesem Sinne 1891 in den Jugenderinnerungen des Malers Wilhelm von Schadow. Die Gründungsmitglieder des Lukasbundes, der Keimzelle dieser Kunstrichtung, haben sich selbst so nicht bezeichnet. Kunsthistorisch hat es sich eingebürgert, den Begriff Nazarener auf Maler des 19. und frühen 20. Jahrhunderts anzuwenden, die religiöse Inhalte in Altarbildern und Kirchenfresken behandelten und dabei der Kunstauffassung der ursprünglichen Lukasbrüder nahestanden.

## Geschichte

### Die Wiener Kunstakademie

Selbstporträt Friedrich Overbeck, 1840

Die Kunstrichtung wurde von Studenten, die seit 1804 an der Kaiserlichen Akademie der bildenden Künste Wien studierten, ins Leben gerufen. An der Kunstakademie in Wien begannen der in Wien lebende Johann Nepomuk Höfel, sowohl der Lübecker Patriziersohn Friedrich Overbeck als auch Franz Pforr, Sohn eines Frankfurter Malers, ihre Ausbildung, da die Institution zu dieser Zeit europaweit einen hervorragenden Ruf hatte.
Die Ausbildung an der von Friedrich Heinrich Füger geprägten Akademie folgte einem strengen Lehrplan. Die technischen Aspekte der künstlerischen Fertigkeit hatten Vorrang vor dem künstlerischen Ausdruck. Hauptaufenthaltsort der Studenten war der Antikensaal mit Abgüssen antiker Statuen und Reliefs, nach denen die Schüler zu zeichnen hatten. In den weiterführenden Malklassen orientierte man sich thematisch, der damaligen klassizistischen Auffassung folgend, streng an antiken Vorbildern. Maler wie Albrecht Dürer, Hans Holbein der Jüngere oder Hans Baldung Grien wurden vom Klassizismus als Primitive gewertet.

### Die Gründung des Lukasbundes
Einige Akademiestudenten vermissten bei dieser Ausbildung etwas ihrer Ansicht nach Wesentliches:

„Man lernt einen vortrefflichen Faltenwurf malen, eine richtige Figur zeichnen, lernt Perspektive, Architektur, kurz alles – und doch kommt kein richtiger Maler heraus. Eins fehlt … Herz, Seele und Empfindung …“

Pforr, der in besonderer Weise von den altdeutschen Malern begeistert war und in ihnen jenen emotionalen Ausdruck sah, den er bei seiner Ausbildung vermisste, war zu dieser Zeit mit Overbeck bereits befreundet. Beide teilten ihre kritische Auffassung über die Ausbildung an der Wiener Kunstakademie. Im Laufe des Sommers 1808 erweiterte sich der Freundeskreis um Joseph Sutter, Josef Wintergerst, Johann Konrad Hottinger und Ludwig Vogel. Ab Juli 1808 trafen sich die sechs Künstler regelmäßig, um jeweils über ein künstlerisches Thema zu sprechen. Ein Jahr später, als die Freunde das einjährige Jubiläum ihres Treffens feierten, beschlossen sie, den Orden des Lukasbundes zu konstituieren. Sie wählten den Namen, weil der Evangelist Lukas als Schutzpatron der Maler gilt. In der Literatur bezeichnet man die Künstlergruppe auch als Lukasbrüder.
Obwohl in technischer Hinsicht von der Akademieausbildung geprägt, entfernten sich diese Künstler inhaltlich rasch von den durch die Akademie vorgegebenen Themen. Im Einklang mit den romantischen und pietistischen Idealen jener Zeit fanden sie den von ihnen angestrebten Ausdruck in romantischen und insbesondere in religiösen Themen. Ihr religiös motiviertes Erneuerungsideal für Kunst und Gesellschaft entnahmen sie den Kunsttheorien der deutschen Romantiker Wilhelm Heinrich Wackenroder, Friedrich Schlegel, Novalis und Ludwig Tieck.
Schlegel sah die ursprüngliche Bestimmung der Kunst darin, die Religion zu verherrlichen und die Geheimnisse derselben noch schöner und deutlicher zu machen. Neben den biblischen Themen waren aus seiner Sicht nur die Stoffe von Dichtern wie Shakespeare und Dante als Bildinhalt geeignet. Tieck beeinflusste die Lukasbrüder durch seinen 1798 erschienenen Künstlerroman Franz Sternbalds Wanderungen, dessen Hauptfigur Franz sein Leben der religiösen Kunst weiht und bescheiden, treu und aufrichtig sein Handwerk ausführt. So wie dieser wollten die Lukasbrüder sich vorrangig der religiösen Kunst widmen. Ihre Vorbilder suchten sie in der Renaissance, beispielsweise in Albrecht Dürer, und in italienischen Malern aus der Zeit vor Raffael, wie Fra Angelico und Giotto. Das Ideal der jungen Künstler war die Epoche um 1500, das „Goldene Zeitalter“, in der Harmonie zwischen Religion, Künstler und Volk bestand.
Der künstlerische Gegensatz zur Akademieausbildung führte schließlich zum offenen Konflikt. Als im Jahre 1809 die Akademie die Anzahl ihrer Schüler reduzieren musste, wurden die Lukasbrüder nicht wieder aufgenommen.

### Die Künstlerkolonie in Rom

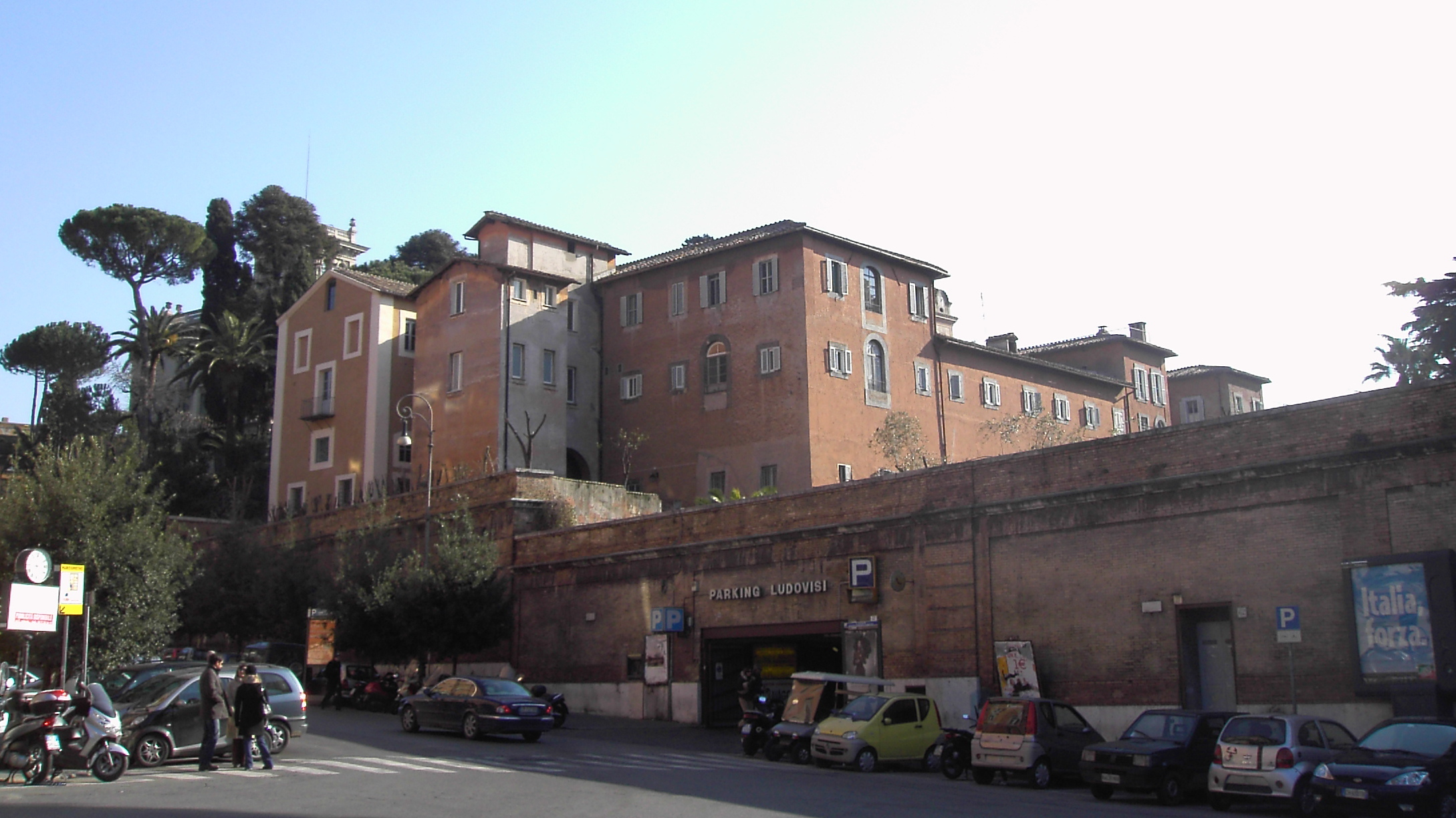
Das Kloster Sant’Isidoro heute

Friedrich Overbeck: Italia und Germania, 1811, München, Neue Pinakothek

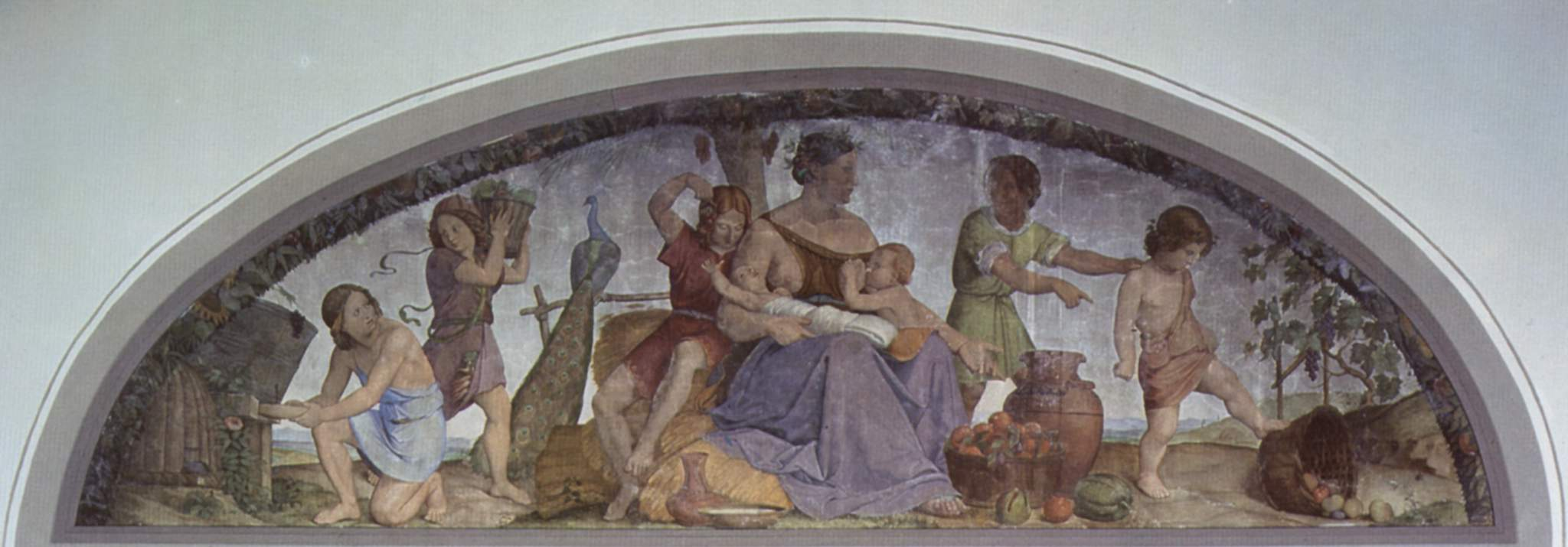
Philipp Veit, Die sieben fetten Jahre, Lunette des Freskenzyklus der Casa Bartholdy, Berlin, Alte Nationalgalerie

#### Kloster Sant’Isidoro
1810 verließen Franz Pforr, Friedrich Overbeck, Ludwig Vogel und Johann Konrad Hottinger Wien, um nach Rom zu ziehen und dort ihre italienischen Vorbilder zu studieren. Sie bezogen Quartier im leerstehenden Franziskanerkloster Sant’Isidoro am Fuße des Pincio (in der Nähe der Spanischen Treppe) und führten ein künstlerisches Außenseiterleben abgesondert von der Welt (Overbeck: „Unter sich im Stillen der alten heiligen Kunst nachzuarbeiten“).
Im Unterschied zu den „Deutschrömern“, die schon früher nach Italien und besonders nach Rom gepilgert waren, suchten die Nazarener nicht das Rom der Antike, sondern das der mittelalterlichen Kirchen und Klöster, das „christliche“ Rom.
Rom hatte seit mehr als einem halben Jahrhundert Künstler und Kunsttheoretiker wie Johann Joachim Winckelmann, Raphael Mengs, Jacques-Louis David, Antonio Canova und Bertel Thorvaldsen angezogen, die das Schönheitsideal der Antike wiederbeleben wollten. In Rom herrschte zu dieser Zeit künstlerische Stagnation. Es fehlte sowohl an einer liberalen Mittelklasse als auch an einer fortschrittlich eingestellten Oberschicht, die neue Kunstrichtungen hätte anregen können. Nachdem 1814 die französische Besetzung Roms geendet hatte, war die Stadt vor allem vom Vatikan politisch und künstlerisch dominiert. Die Angehörigen des Lukasbundes verstanden sich vor diesem Hintergrund bald als die wahren Nachfolger von Roms spirituellem und künstlerischem Erbe und waren überzeugt, dass die Vereinigung klassischer Schönheit, deutscher Innigkeit und eines wahren Christentums zu einer neuen Renaissance führen würde. In Overbecks Gemälde Italia und Germania, in der zwei Frauenfiguren die Kunst ihres jeweiligen Landes symbolisieren, spiegelt sich diese Auffassung wider. Das Bild, das im Hintergrund eine römische Basilika und eine deutsche, mittelalterliche Stadt zeigt, wird daher gelegentlich als Programmbild der Lukasbrüder bezeichnet: Die blondhaarige Germania beugt sich zu Italia vor und unterweist die geduldig Zuhörende.
Nahezu alle Künstler, die dem Lukasbund nahestanden, konvertierten zum Katholizismus. Bei Overbeck war das entscheidende Erlebnis, das ihn im Frühsommer 1813 übertreten ließ, der frühe Tod seines Freundes Franz Pforr, der am 12. Juni 1812 an Tuberkulose starb.
Die Gruppe der Lukasbrüder in Rom zog von 1811 an zahlreiche weitere junge Maler aus Deutschland an. Sie alle wurden freundschaftlich aufgenommen. In den Jahren 1811–1816 stießen unter anderen Ludwig Schnorr von Carolsfeld, Philipp Veit, Peter von Cornelius, Franz Ludwig Catel, Joseph Anton Koch, Wilhelm von Schadow und Carl Philipp Fohr zu ihr. Ein Teil dieser Männer zog allerdings eine lockerere künstlerische Verbundenheit dem klösterlichen Leben in Sant’Isidoro vor. Johann Konrad Hottinger dagegen schied aus dem Lukasbund aus – er fühlte sich vor allem den moralischen Anforderungen dieses Ordenslebens nicht gewachsen. Auch Ludwig Vogel musste sich 1812 von den Freunden trennen, weil ihn Familienverpflichtungen nach Zürich zurückbeorderten. Beide sind als Künstler später nicht mehr aktiv gewesen.
Unter den neuen Mitgliedern des Lukasbundes war vor allem Peter von Cornelius prägend. Er lehnte die romantische Anlehnung an das Altdeutsche als zu treuherzig ab. Er erweiterte auch die Themenkreise, in denen die Lukasbrüder ihre Motive fanden. Die Antike wurde dank seines Einflusses nicht mehr als dem Christentum entgegengesetzte Mythologie gesehen, sondern als Vorläufer des Christentums. Auch die Landschaftsmalerei wurde für die Lukasbrüder ein akzeptiertes Bildthema. In letzterer taten sich vor allem Carl Philipp Fohr und Schnorr von Carolsfeld hervor.
Die neue Kunstrichtung errang ihren Durchbruch und öffentliche Anerkennung durch zwei Großaufträge: den Freskenzyklus für die Casa Bartholdy und den Freskenzyklus für die Casa Massimo. Diese zwei Großaufträge sind die wichtigsten Arbeiten, die die Nazarener als Gruppe während ihrer frühen Jahre in Rom ausführten.

#### Die Fresken für die Casa Bartholdy

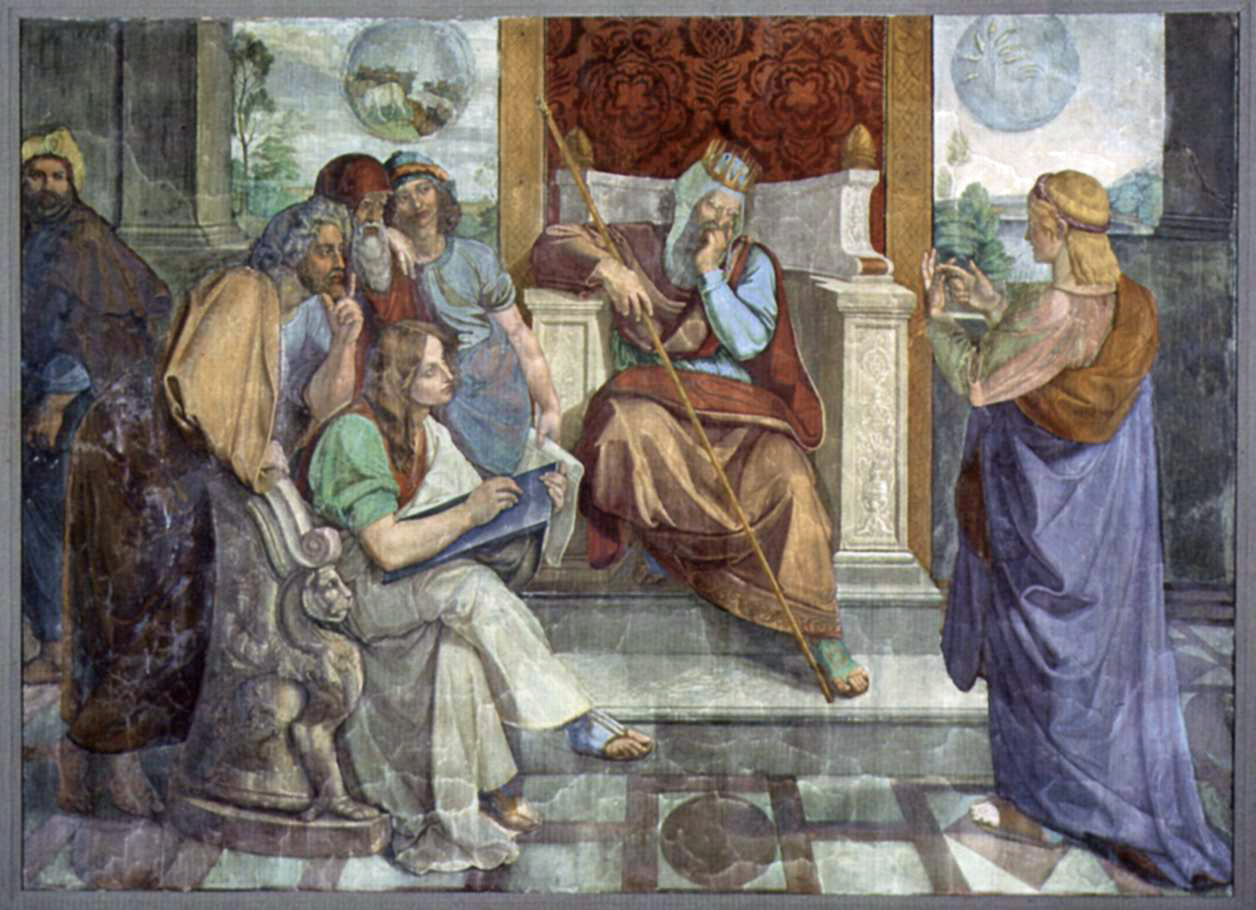
Peter von Cornelius: Joseph deutet die Träume des Pharaos, Freskenzyklus der Casa Bartholdy, Berlin, Alte Nationalgalerie

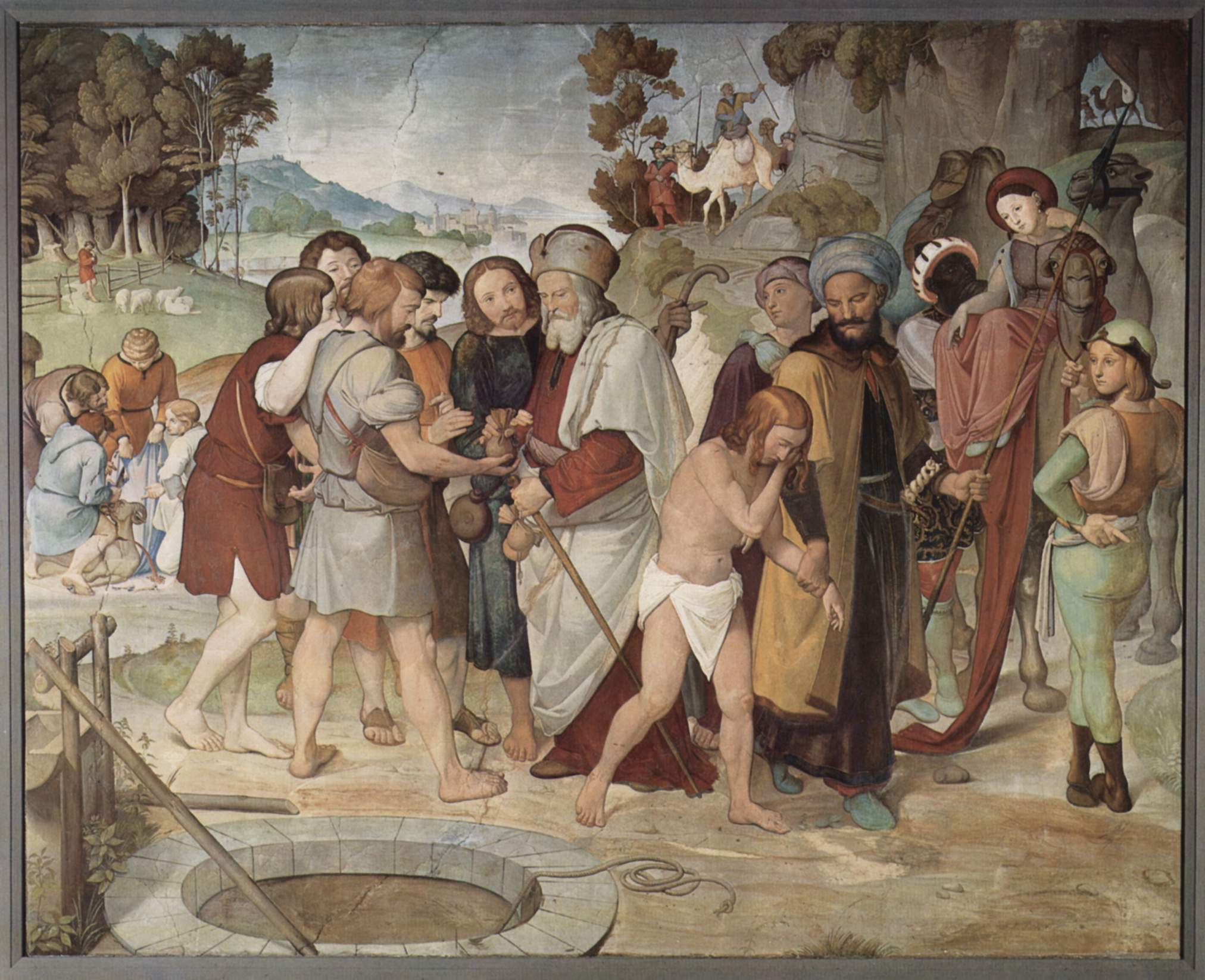
Friedrich Overbeck: Verkauf Josephs an die ägyptischen Händler, Freskenzyklus der Casa Bartholdy, Berlin, Alte Nationalgalerie

Der Freskenzyklus der Casa Bartholdy entstand 1815 bis 1817 im Auftrag des preußischen Generalkonsuls Jakob Ludwig Salomon Bartholdy. Bartholdy lebte zu dieser Zeit in einer Wohnung im Palazzo Zuccari, unweit des Klosters Sant’Isidoro. Die Fresken waren für den Empfangsraum dieser Wohnung bestimmt. Der Palazzo Zuccari wurde später in Casa Bartholdy umbenannt und ist heute die Bibliotheca Hertziana. Kunstgeschichtlich werden diese Gemälde daher als „Fresken der Casa Bartholdy“ bezeichnet.
Die Lukasbrüder waren in der Freskomalerei nicht geübt, da diese zugunsten der Tafelmalerei seit mehreren Jahrzehnten aus der Mode gekommen war. Sie besaßen daher auch keinerlei Kenntnis der handwerklichen Voraussetzungen dieser Maltechnik, zu der unter anderem mehrere Jahre eingesumpfter Kalk, ein Auftrag des Putzes in feiner werdenden Schichten sowie eine Nass-in-Nass-Technik in verschiedenen, vorher genau geplanten Schritten gehört. Sie stießen jedoch nach einigem Suchen auf einen römischen Handwerker, der für den 1779 verstorbenen Raphael Mengs Putzwände für Freskenmalerei vorbereitet hatte. Ohne diesen Handwerker wären die vier an den Fresken beteiligten Künstler wahrscheinlich nicht in der Lage gewesen, den Auftrag durchzuführen.
Die Fresken zeigen Szenen aus der alttestamentlichen Joseph-Geschichte. An der Ausführung waren Friedrich Overbeck, Philipp Veit, Wilhelm von Schadow und Peter von Cornelius beteiligt. Cornelius hatte zugunsten dieses ersten Großauftrags sogar die Arbeit an seinem Gemälde Die klugen und die törichten Jungfrauen aufgegeben, an dem er seit 1813 arbeitete und das er bereits 1814 als sein bis dahin bestes Gemälde bezeichnete.
Hinsichtlich ihres Stils und ihrer Qualität sind die Fresken der vier Künstler uneinheitlich. Kunsthistoriker werten heute die Arbeiten von Cornelius und Overbeck als die künstlerisch interessanteren unter den ausgeführten Fresken. In Joseph interpretiert die Träume des Pharao kontrastiert Cornelius die ruhige Figur des Joseph mit einer Gruppe von Höflingen, die Zweifel, Neid, Verblüffung und Bewunderung ausdrücken. Die im Hintergrund befindliche Landschaft erinnert an frühe Renaissance-Gemälde. Im Fresko Joseph wird von seinen Brüdern erkannt porträtierte Cornelius den Auftraggeber der Arbeiten, den Konsul Salomon Bartholdy, als vornehm gekleideten Zuschauer.
Overbecks Lunette Die sieben mageren Jahre dagegen zeigt ein bedrückendes Bild von Hunger und Not. Die verzweifelte Mutter, die er malte, erinnert an Michelangelos Sibylle von Cumae. Der Verkauf Josephs an die ägyptischen Händler, ebenfalls von Overbeck, ist in einer ausgewogenen, an Raffael erinnernden Kompositionsweise mit harmonischem, vorwiegend aus Erdfarben gemischtem Kolorit und feiner Lichtperspektive gemalt.
Von Wilhelm von Schadow stammen die drei Fresken Der Segen Jakobs, Josephs Traumdeutung im Gefängnis und Jakob erkennt Josephs blutbeflecktes Gewand, bei denen sich noch am stärksten die Verbindung zum klassizistischen Historienbild erkennen lässt. Die Arbeiten von Veit, der neben der Lunette Die sieben fetten Jahre das Fresko Joseph und das Weib Potiphars malte, reichen nicht an die Qualität seiner Kollegen heran.
1886–1887 wurden die Fresken aus der Casa Bartholdy entfernt und in die Sammlung der Nationalgalerie in Berlin aufgenommen. Heute befinden sie sich im Gebäude der Alten Nationalgalerie, zusammen mit einer Aquarellkopie. Die Abnahme war möglich, weil sich die Außenschicht zu einer festen Sinterschale verbunden hatte. Sie konnte daher, aufrecht aufgestellt in einem Zug von Rom nach Berlin, ohne großen Schaden in die Nationalgalerie überführt werden.

#### Die Fresken für die Casa Massimo

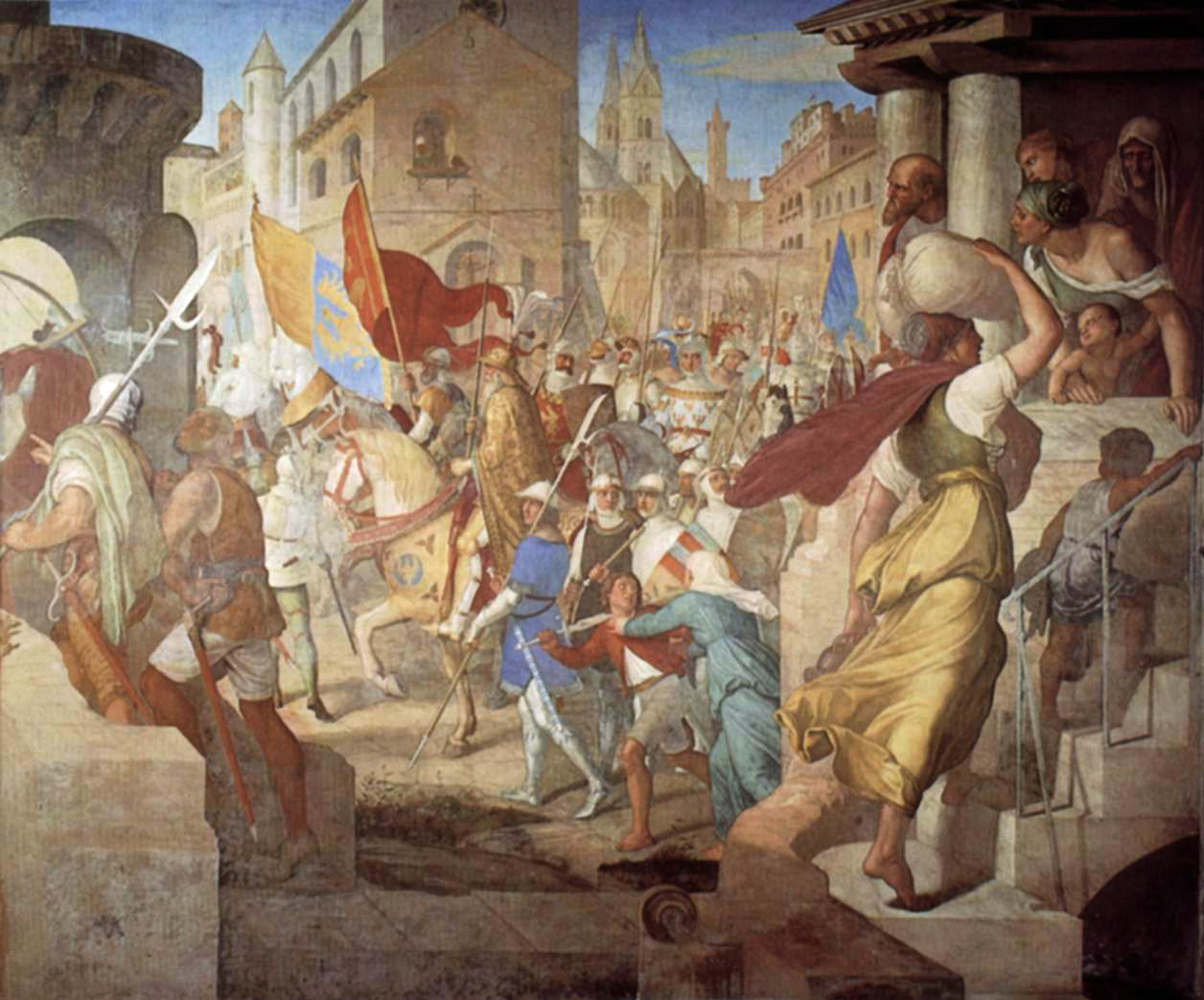
Julius Schnorr von Carolsfeld, Das Heer der Franken unter Karl dem Großen in der Stadt Paris, Freskenzyklus Casa Massimo, Rom

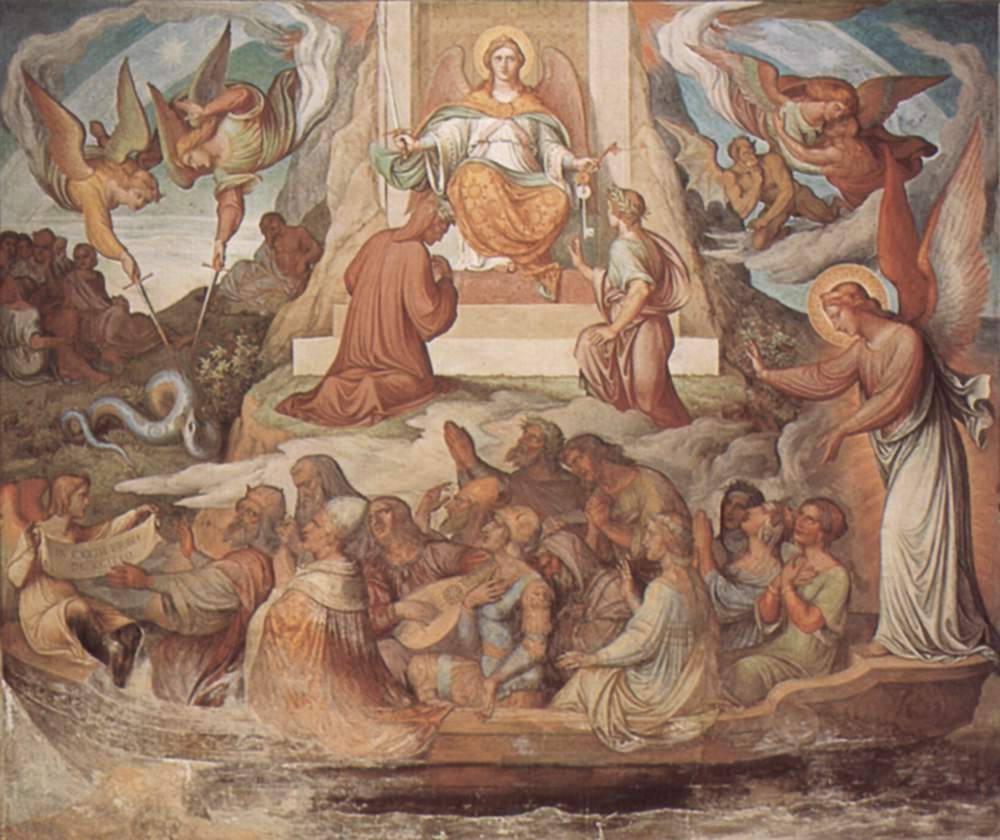
Joseph Anton Koch, Detail des Dante-Zyklus in der Casa Massimo

Trotz der unterschiedlichen Qualität erregten die Fresken sehr viel Aufmerksamkeit. Überliefert ist, dass nach der Fertigstellung Schaulustige vor der Casa Bartholdy Schlange standen, um das Werk zu besichtigen.
Generalkonsul Bartholdy sandte Kopien der Arbeiten sogar an den preußischen Kanzler Fürst Karl August von Hardenberg. Bei den Kopien handelte es sich um Aquarelle, die jeder der einzelnen Künstler anfertigte, nachdem er seinen Teil der Arbeit an den Fresken für die Casa Bartholdy beendet hatte. Fünf Aquarelle wurden anschließend auf eine gemeinsame Leinwand aufgezogen und durch gemalte Architekturmotive miteinander verbunden. Das erste Mal wurde diese Arbeit auf der Herbstausstellung der Berliner Kunstakademie 1818 öffentlich gezeigt. Ziel sowohl von Bartholdy als auch den Künstlern war es, damit für die Arbeiten der Künstler in Rom zu werben und mit ähnlichen Großaufträgen auch in Deutschland beauftragt zu werden. Der nächste große Folgeauftrag für die Künstler des Lukasbundes kam jedoch erneut aus Rom.
Bereits 1817 beauftragte der Marchese Massimo, ein Mitglied des römischen Hochadels, Mitglieder des Lukasbunds, in seiner nahe dem Lateran gelegenen Casa Massimo drei Räume nach den Erzählungen von Dante, Torquato Tasso und Ludovico Ariosto zu gestalten. Cornelius jedoch brach seine Arbeiten an den Dante-Fresken ab, nachdem er 1819 vom Kronprinzen Ludwig von Bayern an die königliche Münchner Akademie berufen worden war. Auch Overbeck vollendete seine Arbeit an den Tasso-Fresken nicht, da er sich entschloss, nur noch religiöse Motive zu malen. Philipp Veit und Joseph Anton Koch führten diese Arbeiten aus. Nur Julius Schnorr von Carolsfeld vollendete seinen Ariosto-Zyklus wie vorgesehen.

#### Christus-Zyklus
Der Mäzen und Stiftsregierungsrat Immanuel Christian Leberecht von Ampach, Domherr in Naumburg und Wurzen, gab 1820 ein weiteres Gemeinschaftswerk bei den Nazarenern in Rom in Auftrag. Die Malerfreunde Julius Schnorr von Carolsfeld, Friedrich von Olivier und Theodor Rehbenitz wohnten seit 1819 im Gebäude der Preußischen Gesandtschaft beim Heiligen Stuhl, im Palazzo Caffarelli auf dem Capitolhügel; sie wurden daher die drei Capitoliner genannt. Die neun Gemälde zum Leben Jesu wurden unter der Projektleitung von Julius Schnorr von Carolsfeld von neun von Ampach persönlich ausgewählten Künstlern, darunter auch die weiteren Capitoliner Olivier und Rehbenitz, für seine Privatkapelle in Naumburg gefertigt. Ampach vererbte den Zyklus mit seinem Tode dem Naumburger Dom, wo acht von ihnen heute noch in der Drei-Königs-Kapelle gezeigt werden. Julius Schnorr von Carolsfelds Lasset die Kindlein zu mir kommen verbrannte 1931 im Glaspalast München. Die Kartons zu den Gemälden schenkte Ampach dem Dom St. Marien in Wurzen.

### Weitere Entwicklung in Wien
In Wien, ihrem Ausgangspunkt, hatte die neue künstlerische Bewegung es schwerer, sich durchzusetzen. 1812 zog der Deutsch-Römer Joseph Anton Koch von Rom nach Wien um. Er fand Aufnahme in einen Zirkel romantisch gesinnter Bürger und Künstler, unter ihnen Wilhelm von Humboldt und seine Frau Karoline, Joseph von Eichendorff, Clemens und Bettina Brentano, und einen Kreis junger Maler, die sich im Hause der Brüder August Wilhelm und Friedrich Schlegel trafen. Gestützt durch Aufträge aus diesem Umfeld, entstand eine Reihe von Landschaftsbildern mit religiösen Themen, insbesondere durch Ferdinand Olivier und Julius Schnorr von Carolsfeld.

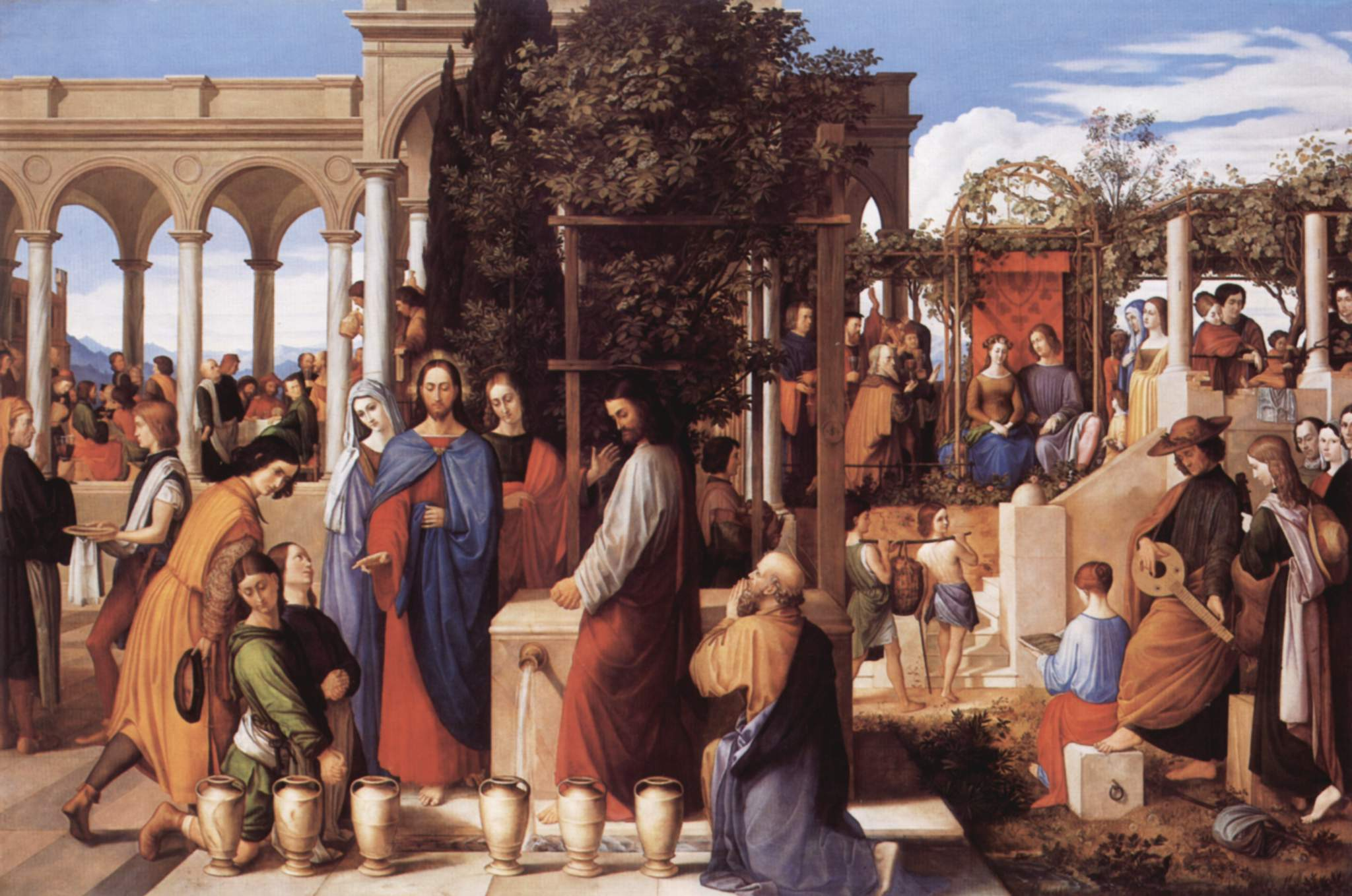
Julius Schnorr von Carolsfeld: Die Hochzeit zu Kana, 1819

Trotz der Unterstützung durch das romantisch gesinnte Bürgertum traf die Bewegung im offiziellen, staatlich dominierten Kunstbetrieb auf scharfe Ablehnung. 1812 wurde Fürst Metternich zum Kurator der Wiener Akademie ernannt. Diese sah sich weiterhin den Idealen der klassizistischen Kunst verpflichtet, und der in allen Dingen politisch denkende Metternich sah in der Kunst eine Domäne des Staates und in jeglicher Abweichung von der offiziellen Linie bereits Ansätze von Geheimbündelei.
Bereits 1815 begannen sich die Wiener Lukasbrüder wieder zu zerstreuen. Ferdinand Olivier scheiterte 1816 mit einer Ausstellung an der beißenden Kritik seitens der Akademie: man nannte seine Kunstauffassung rücksichtslos, ihn selbst einen Sonderling, einen Don Quichote, einen Manieristen, der von der Natur abweiche. Ludwig Schnorr von Carolsfeld bewarb sich 1818, nach Friedrich Heinrich Fügers Tod, auf die Direktorenstelle an der Akademie und fiel mit dieser Bewerbung durch.
Erst ab 1830, als sich der romantische Nationalismus als politische Einstellung im gesamten deutschen Sprachraum durchsetzte, konnte die nazarenische Kunst, von Bayern und Preußen ausgehend, auch an ihrem Entstehungsort Wien wieder Fuß fassen.

### Das Fest in der Villa Schultheiß
Der Durchbruch der Nazarener zu öffentlicher Anerkennung in Deutschland begann 1818 mit einem Besuch des bayerischen Kronprinzen Ludwig in Rom. Der Kronprinz hatte während seiner beschwerlichen Reise Sizilien und einen Teil Griechenlands besucht und traf am 21. Januar 1818 in Rom ein. Er galt als der neuen Kunst zugeneigt, und man wusste von ihm, dass er München zum neuen Zentrum der romantischen Kunst in Deutschland und Italien erheben wollte.
Ihm zu Ehren veranstalteten die zahlreichen in Rom weilenden deutschen Künstler am 29. April 1818 ein Abschiedsfest in der vor der Porta del Popolo, auf dem Monte Parioli gelegenen Villa Schultheiß, bei dem die gesamte Dekoration die nazarenische Auffassung von der Rolle der Künstler und der Mäzene zum Motto hatte.
Die Idee dafür war offenbar von Cornelius ausgegangen, und die beteiligten Künstler schufen in großer Eile dazu passende Transparente und Dekorationen. Die großen Gemälde, die den Kronprinzen im Hauptraum der Villa Schultheiß begrüßten, stammten von Cornelius, Fohr, Veit und Overbeck sowie Wilhelm von Schadow und Julius Schnorr von Carolsfeld. Zu den Gemälden zählte eine Allegorie auf die Poesie, die auf einem Thron unter einer deutschen Eiche sitzt; ein Gemälde Die Arche der wahren Kunst, getragen von Raffael und Dürer; ein Gemälde Overbecks, auf dem die größten Kunstpfleger aller Zeiten dargestellt und auf dem unter anderen Kaiser Maximilian, ein Doge von Venedig und die kunstfördernden Päpste Leo X. und Julius II. zu erkennen waren sowie ein Gemälde mit den vornehmsten Dichtern und Künstlern. Auf diesem waren unter anderen Raffael, Dürer, Michelangelo, Wolfram von Eschenbach, Erwin von Steinbach, Homer und König David dargestellt.
Einige Darstellungen waren kritisch-satirisch gemeint. Die einstürzenden Mauern von Jericho stellten die einstürzenden Mauern der falschen Kunst dar, die unter den Posaunenklängen der Maler der Romantik zusammenfallen würden. In ähnlicher Richtung zielte auch die Darstellung des Herkules, der bei der Säuberung der Ställe des Augias gezeigt wurde.
Kronprinz Ludwig war von dem ihm zu Ehren veranstalteten Fest tief beeindruckt. Überliefert ist, dass ihm beim Abschied vom Fest die Stimme vor Rührung versagte und er nur die Worte: Auf Wiedersehen in Deutschland hervorbrachte. Aus München sandte er als Dank für das Fest den Teutschen Künstlern in Rom ein von ihm verfasstes Gedicht zu, in dem er noch einmal die Überzeugung zum Ausdruck brachte, dass diese Kunst sich in Deutschland durchsetzen werde. 1819 berief er auch folgerichtig Peter von Cornelius auf eine Lehrstelle an der königlichen Münchner Akademie.

### Durchbruch in Deutschland

#### Der Münchner Erfolg
Wenige Jahre nach dem Fest in der Villa Schultheiß waren die Direktorenstellen an den Akademien in Düsseldorf, Berlin und Frankfurt am Main mit Nazarenern besetzt. Dies ist sowohl der erfolgreichen Arbeit von Cornelius zu verdanken als auch der Protektion durch den bayerischen König sowie dem aufkommenden romantischen Nationalismus.
Der erste bedeutende Auftrag, den Cornelius durch Ludwig I. erhielt, waren die Fresken der Glyptothek, die von 1820 bis 1830 entstanden. Der Bau, ein Entwurf von Leo von Klenze, sollte als Skulpturenmuseum dienen, in dem vor allem antike Statuen zu sehen waren. Die Fresken sollten dazu passende Einzeldarstellungen aus der griechischen Mythologie zeigen. An der Ausführung waren wie zu Zeiten Raffaels nicht nur Cornelius beteiligt, sondern auch seine Schüler. Schon nach der Vollendung des Göttersaales im Jahre 1824 wurde Cornelius zum Akademiedirektor ernannt.
Glück wünsch’ ich der Kunst in Bayern, einen herzlich lichten Tag seh’ ich werden. Seit den Cinquecentis gab’s keinen Maler wie meinen Cornelius

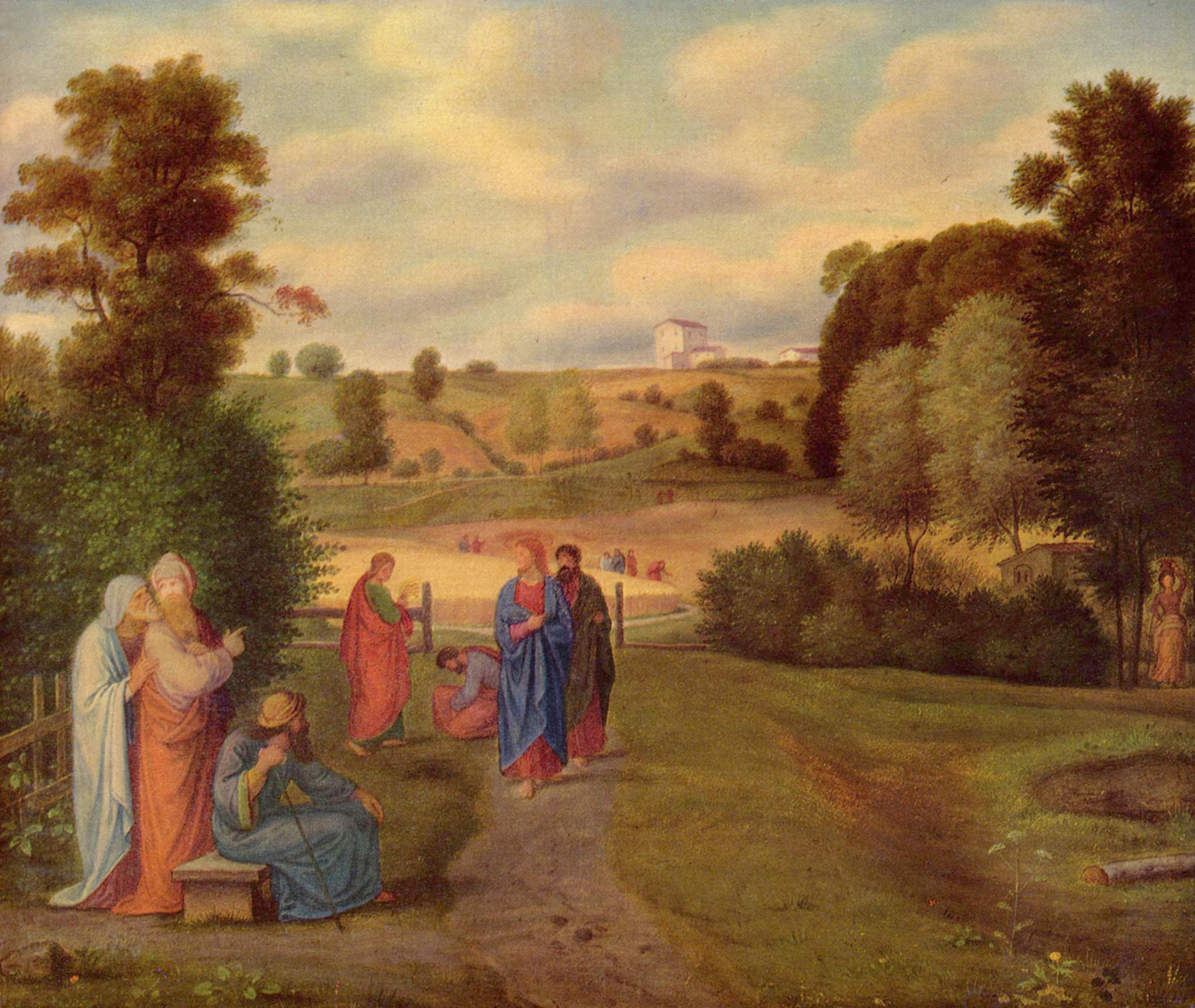
Ferdinand Olivier: Jesus mit seinen Jüngern, Öl auf Pappe, 1840, Schweinfurt, Museum Georg Schäfer

schrieb der bayerische König auf die Ernennungsurkunde. Die im Zweiten Weltkrieg zerstörten Fresken erregten weitreichende Aufmerksamkeit. Mit dem Erfolg war es Cornelius möglich, auch eine Reihe weiterer Nazarener an die Münchener Akademie zu holen. Dazu zählten Julius Schnorr von Carolsfeld sowie Heinrich Heß und Friedrich und Ferdinand Olivier. 1830 war die Münchner Akademie von Nazarenern dominiert. Friedrich Overbeck hatte einen Ruf an die Münchner Akademie immer abgelehnt, während seines vierwöchigen Besuches in München im Jahre 1831 wurde er jedoch in ungewöhnlicher Weise geehrt. Künstler und Kunstfreunde empfingen ihn bereits vor den Toren der Stadt, spannten ihm die Kutschpferde aus und zogen ihn bis zur Wohnung von Cornelius. Auch Ludwig I. empfing den Künstler.
Dank der Protektion durch Ludwig I. entstanden in München zahlreiche nazarenische Kunstwerke. Dazu gehörten Arbeiten wie die von Wilhelm von Kaulbach geschaffenen Flussallegorien an den Stirnseiten der Hofgartenarkaden in München und Kirchenausmalungen wie die der Allerheiligen-Hofkirche, die von Heinrich Maria Heß ausgeführt wurden, und die Kunsthistoriker als die bedeutendste monumentale Leistung der nazarenischen Bewegung bezeichnet haben. Sie ist im Zweiten Weltkrieg ebenso zerstört worden wie die Bonifatius-Basilika, die gleichfalls im nazarenischen Stil ausgemalt war. Auch die sogenannten Bayern-Fenster im Kölner Dom von Joseph Anton Fischer und die nazarenische Ausmalung des Speyerer Doms von 1844 bis 1853, die Johann von Schraudolph gemeinsam mit seinem Bruder Claudius und einer großen Schar von Gehilfen durchführte, sind auf den Münchner Erfolg zurückzuführen.
An der Münchner Akademie studierte auch der Schweizer Kirchenmaler Melchior Paul von Deschwanden aus Stans.

#### Die Auswirkung im übrigen Deutschland

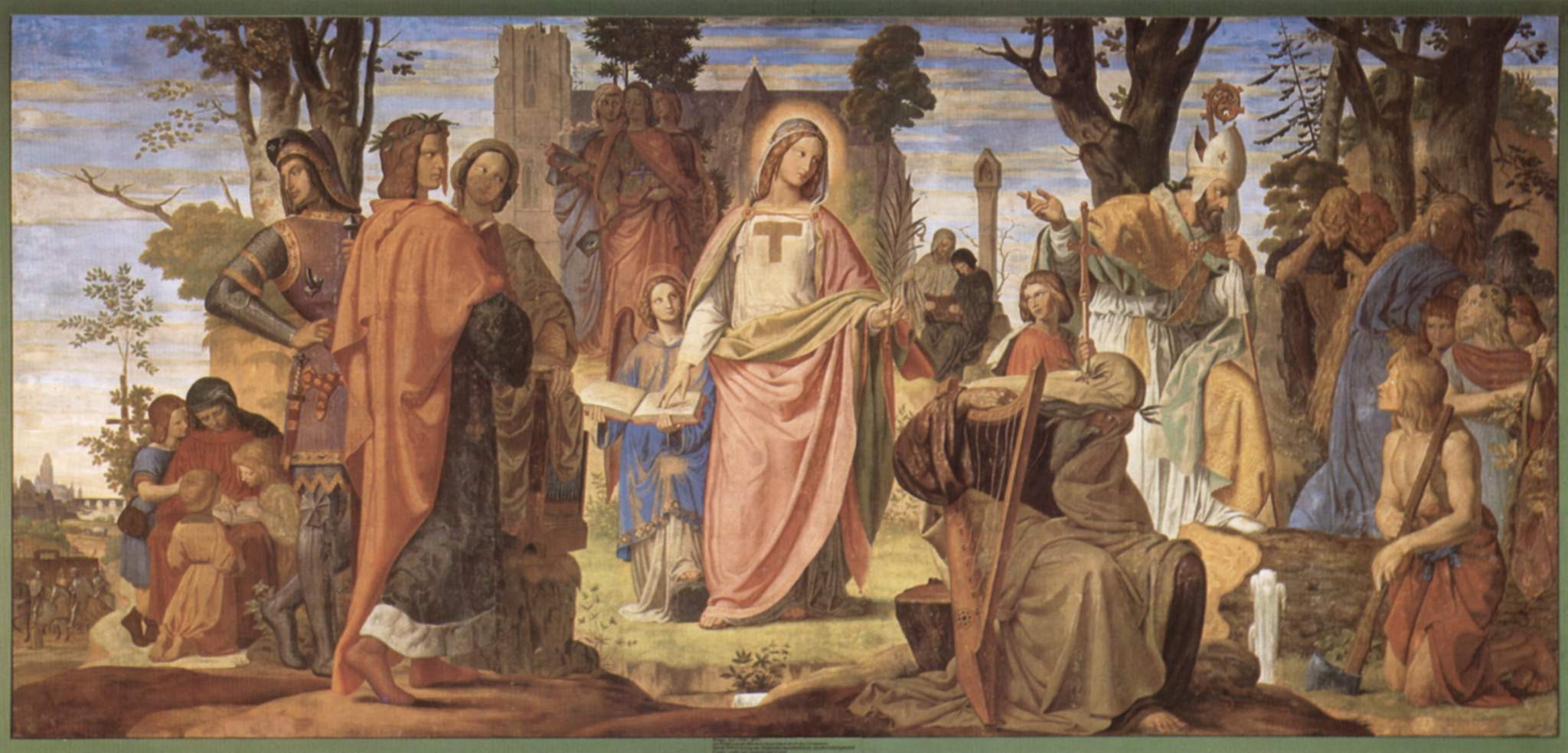
Philipp Veit: Die Einführung der Künste in Deutschland durch das Christentum, Wandbild für das alte Städelsche Kunstinstitut in Frankfurt am Main, 1834

Als zweiter Hauptort der Nazarenerbewegung etablierte sich vor allem Frankfurt am Main. Philipp Veit wurde 1830 als Vorsteher der Malschule und Direktor der Galerie nach Frankfurt berufen. Johann David Passavant wurde zum Inspektor des Städels und trug maßgeblich dazu bei, dass dieses Museum heute eine so umfangreiche Sammlung an mittelalterlicher Kunst besitzt. Auf ihn ist beispielsweise auch der Ankauf der Lucca-Madonna von Jan van Eyck zurückzuführen.
Zunehmend erhielten die Nazarener auch Aufträge außerhalb Münchens. Philipp Veit schuf für das Städel Fresken und arbeitete später, an denen für den Mainzer Dom. Von ihnen sind heute nur noch die neutestamentlichen Bibelszenen in den Wandbögen des Mittelschiffs erhalten.
Der Bildhauer Christian Mohr stattete, nach zeichnerischen Entwürfen von Ludwig Schwanthaler, die Südfront mit Skulpturen aus.
Eduard von Steinle schuf Fresken für den Kölner Dom, die Ägidienkirche in Münster, den Kaisersaal und den Kaiserdom in Frankfurt am Main und die Marienkirche in Aachen. Nachdem Cornelius sich 1839 dem bayerischen König Ludwig I. entfremdet hatte, ging er nach Berlin und sollte dort für den in der Nähe des wiedererrichteten Berliner Doms geplanten Campo Santo ebenfalls Fresken malen. In der Folge der Revolution von 1848 gab Friedrich Wilhelm IV. allerdings die Pläne für den Bau des Campo Santo wieder auf. Cornelius, der seit 1843 an den Vorstudien arbeitete, setzte allerdings seine Arbeit daran bis zu seinem Tod fast zwanzig Jahre später fort. Dabei war ihm bewusst, dass sie wahrscheinlich nie zur Ausführung kommen würden, da aufgrund ihrer Ausmaße kein anderer Ort als der geplante Campo Santo in Frage kam. Die Kohlezeichnungen, die Cornelius als seine wichtigsten künstlerischen Arbeiten betrachtete, werden heute in den Lagerräumen der Nationalgalerie in Berlin aufbewahrt. Besonders beeindruckend unter ihnen ist die 472 Zentimeter hohe und 588 Zentimeter breite Kohlezeichnung Die Apokalyptischen Reiter.
St. Apollinaris in Remagen wurde als Gesamtkunstwerk gestaltet. Der Kölner Dombaumeister Ernst Friedrich Zwirner konzipierte das Gebäude bereits für die vorgesehene Ausmalung im Innern, die dann 1843–1853 durch Ernst Deger, Andreas und Karl Müller sowie Franz Ittenbach erfolgte.

### Der Ausklang der Bewegung

#### Von der Säkularisation in den Kulturkampf

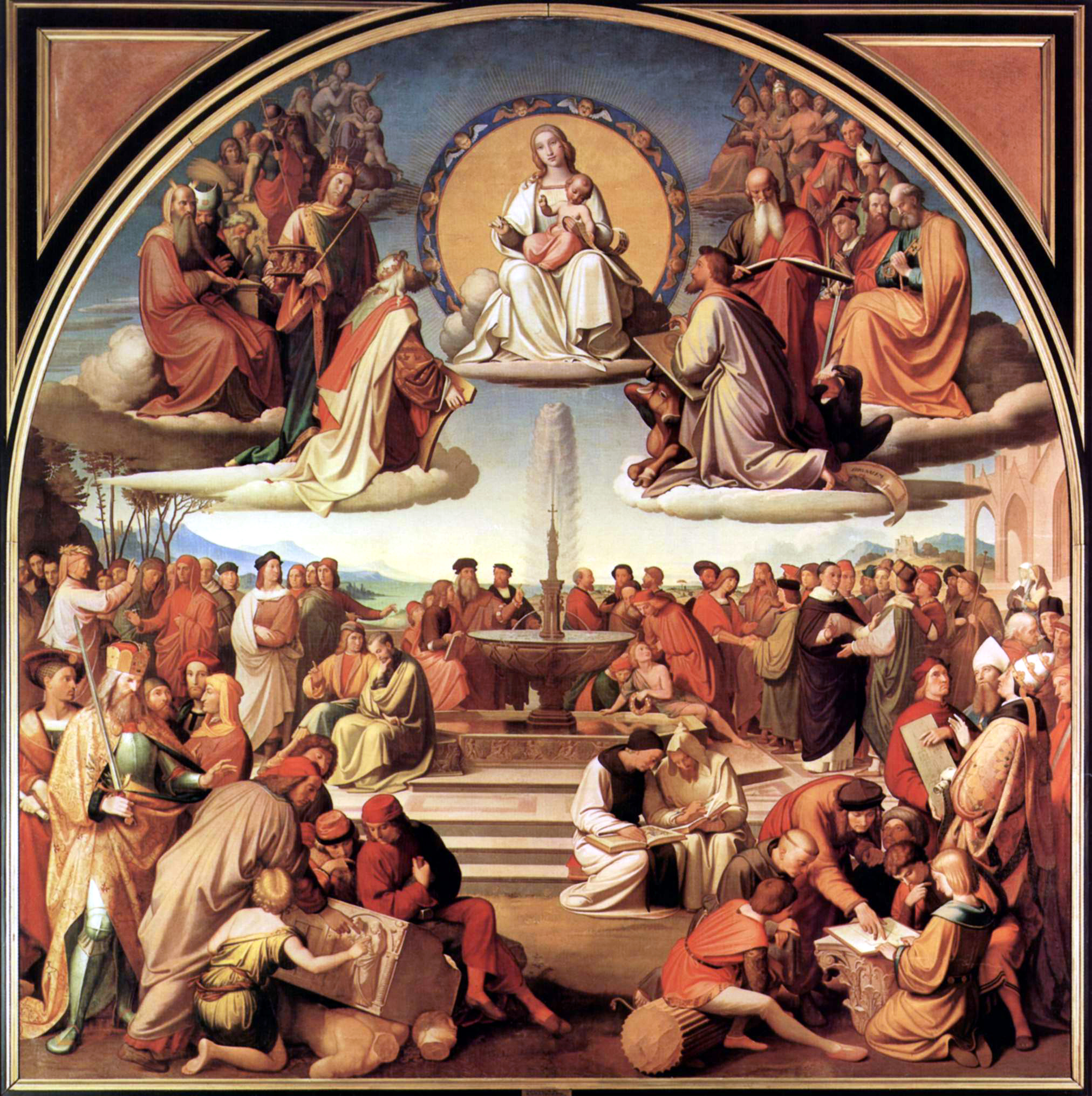
Friedrich Overbeck: Triumph der Religion in der Kunst, Frankfurt am Main, Städel

Der Ausklang der nazarenischen Kunst wurde durch äußere und innere Gründe verursacht. Die Romantik polarisierte sich zwischen Religiosität und politischem Sturm und Drang. Ein äußerer Grund für die Konzentration der Nazarener aufs Religiöse waren die Revolutionen von 1830 und 1848/49 und die ihnen folgende Repression. Sukzessive entstand eine preußische politische Dominanz ab 1848.
Nach einer kurzen Phase des Arrangements mit der katholischen Kirche war diese verbunden mit einer aggressiven Kulturpolitik Preußens: Der preußische Kulturkampf folgte auf die lokalen Kirchenstreite, wie beispielsweise im Herzogtum Nassau. Er richtete sich gegen alle Strömungen, die mit römisch-katholischen Geisteshaltungen verbunden waren, weil dahinter eine anti-preußische Haltung vermutet wurde (→ „Musspreußen“). Der preußische Kampf gegen den Ultramontanismus war begleitet von der Verwandlung des Kirchenstaats in ein ideelles ‚Staats-‘ Gebilde, dessen heutige territoriale Festlegung erst durch die Lateranverträge im folgenden Jahrhundert erfolgen sollte. Der Territorialverlust des Vatikans – als die für preußische Politik vermeintlich ‚günstige Gelegenheit‘, auch ideell-hegemoniale Ansprüche gegen die Katholiken in Preußen und Deutschland durchzusetzen – ging jedoch nicht einher mit der Aufgabe seiner geistig-religiösen Führungsrolle, vielmehr wandelte sich dieser von einem Staat im eigentlichen Sinn zu einer Institution der geistlichen Lehre und Leitung der Kirche. Er manifestierte sich in Bildwerken, deren Verbreitung durch moderne Druckmethoden sie auch im Privaten bekannt werden ließen. Das handwerkliche Ideal der frühen Nazarener fand den Weg in die technische Reproduzierbarkeit. Damit wurde gleichzeitig das katholische Milieu verlassen, denn die Sehnsucht nach dem verlässlichen Ideal bzw. Idyll war nicht religionsspezifisch. Es entstand eine Kunst für die politisch nicht mehr oder noch nicht repräsentierten Massen.
Zeitgleich wurden durch die preußische anti-katholische Haltung nazarenische Künstler vielerorts aus den öffentlichen Einrichtungen hinausgedrängt. Nach der Metternichschen Repression war dies ein zweites Mal eine existenzielle Bedrohung dieser Kunstrichtung und ihrer Protagonisten. Wollte oder konnte man sich nicht dem politisch herrschenden Geschmack anschließen, so verblieben als Auftraggeber nur die katholische Kirche oder ihr gewogene Kreise. Auf diesem Hintergrund schufen manche der Künstler Bildwerke mit verstecktem preußen-kritischen Inhalt. So wurden von der preußischen Justiz verfolgte Bischöfe in Bildern mit christlichem Thema wiedergegeben. Diese Bilder konnte man öffentlich zeigen, obwohl die Dargestellten nach preußischem Recht rechtmäßig verurteilt waren, sich auf der Flucht befanden oder im Exil lebten. Auch stellten sich Künstler in Bildern zur Leidensgeschichte Christi als Unterstützer der katholischen Sache dar. So figurierte in der Kirche von Koblenz-Arenberg der Schadow-Schüler Peter Joseph Molitor als Träger des Kreuzes Christi nach Golgatha. Eine weitere Variante findet sich in Steinmetzarbeiten. Am Kreuzweg in Kiedrich sind Otto von Bismarck und der preußische Minister Adalbert Falk als Zuschauer der Passion Christi dargestellt.
Als eine Folge dieser Repression verengte sich der künstlerische Horizont bei vielen Nazarenern auf religiöse Themen als einzige Broterwerbsmöglichkeit, während zuvor historische Themen und Landschaften einen wichtigen Anteil am Gesamtwerk hatten. Gleichzeitig begrenzte die Lösung vom italienisierten Hintergrund den Darstellungshorizont. Hatte man vorher gemeinsame Wurzeln gesucht oder konstruiert, beispielsweise im Bild Italia und Germania, brachte die Bildung der Nationen eine gegenseitige Abgrenzung.
Die religiöse Erneuerung suchte zwischen Säkularisation und Kulturkampf nach einer ihr angemessenen Bildsprache. Biblische Themen waren originär an ländliche Lebensumstände gebunden und wurden ebenso abgebildet. Im Kontrast dazu stand die sich verstärkende Industrialisierung. Die doppelte Heimatlosigkeit – faktisch und spirituell – fand ihren Gegenentwurf in der idealisierten ländlichen Vergangenheit, die sich wiederfand als Hintergrundfolie für die klaren Handlungsanweisungen der Kirche. Diesem Bedarf entsprachen die Nazarener mit ihrem religiösen Ernst.
Die katholische Kirche konnte auf breiter Ebene Aufträge erteilen. Gleichzeitig konnte sie, aufgrund der sich entwickelnden Reproduktionstechniken, Gegenwartskunst mit dem von ihr gewünschten Inhalt in jeden Haushalt transportieren. Eine besondere Bedeutung hatte in diesem Zusammenhang der 1841 gegründete Verein zur Verbreitung religiöser Bilder der spätnazarenisch geprägte Andachtsbilder von Stechern der Düsseldorfer Schule anfertigen ließ und international verbreitete. Zahllose neugotische Kirchenneubauten wurden in der zweiten Hälfte des 19. Jahrhunderts mit Werken von Nazarenern der zweiten und dritten Generation ausgeschmückt. Diese zahlreichen Aufträge trugen zur Popularisierung der nazarenischen Kunst bei.
Einen letzten Aufschwung gab das Wirken des Professors für Religiöse Malerei an der Akademie für Bildende Künste in München, Martin von Feuerstein (1856–1931).

#### Die Trivialisierung eines Kunstideals
Während der Impressionismus in der zweiten Hälfte des 19. Jahrhunderts an Bedeutung gewann, hatte sich das Kunstideal der Nazarener inhaltlich verbraucht und war zur Schablone herabgekommen. Die gesamte Kunstrichtung wurde von Kunstkennern zunehmend geringgeschätzt und geriet in Vergessenheit.
„Nazarenisch bezeichnet im Sprachgebrauch der Nichtfachleute eine blutleere und sentimentale religiöse Imagerie, die bis zum Zweiten Weltkrieg lebendig war und in ihren letzten Ausläufern noch heute faßbar ist. Es wird in etwa als deutsches Äquivalent jenes kirchlichen Kunstgewerbes verstanden, das in Paris um die Kirche Saint-Sulpice angesiedelt war und dessen standardisierte Serienproduktion als Inbegriff schlechten Geschmacks gelten.“ So fasste Sigrid Metken die Auswirkung der in der zweiten Hälfte des 19. Jahrhunderts einsetzenden Popularisierung zusammen. Dieses Urteil schloss auch frühe Protagonisten ein, die hervorragende Maler und zu ihrer Zeit mutige Neuerer waren.
Zu diesem Urteil trug wesentlich die Fülle an süßlichen, qualitativ schwachen und frömmelnden Bildern bei, die in billigen Wandbilddrucken ihren Abklatsch fanden und in der zweiten Hälfte des 19. Jahrhunderts Beliebtheit in breiten Schichten gewannen. Diese Trivialkunst wurde industriell hergestellt und auf Jahrmärkten vertrieben. Auch bei Reproduktionen von Werken der Hauptvertreter der Nazarener, beispielsweise Overbeck und Steinle, wurden Originale sentimental vereinfacht. Dies verstärkte sich noch, als der Farbdruck aufkam. Sigrid Metken hat in ihrer Untersuchung gezeigt, wie Bildmotive von Schnorr, Overbeck und Steinle für die Herstellung von Heiligen- und Andachtsbildchen aufgegriffen und verkitscht wurden, um einem breiten Publikumsgeschmack entgegenzukommen.

## Die Wiederentdeckung der Nazarener
Die ersten kunsthistorischen Arbeiten über die zum Kreis der Nazarener gehörenden Maler, die mehr als eine reine Quellen- und Materialsammlung waren, wurden in den 1920er und in den 1930er Jahren veröffentlicht. Es waren Monographien, die sich vor allem mit den Hauptfiguren unter den Lukasbrüdern beschäftigten. In den 1930er Jahren wurde dies durch eine umfangreichere Arbeit über die Fresken in der Casa Massimo erweitert.
Die ausführliche Auseinandersetzung mit der nazarenischen Kunst setzte allerdings erst in der zweiten Hälfte des 20. Jahrhunderts ein. 1964 erschien The Nazarenes – A Brotherhood of German Painters in Rome von Keith Andrews, ein Buch, das ebenso wie mehrere kleine Ausstellungen, darunter eine im Germanischen Nationalmuseum in Nürnberg, eine ausführlichere und sachliche Auseinandersetzung mit der Kunstauffassung der Nazarener einleitete. Ab den 1970er Jahren kam es zu einer Neubewertung des künstlerischen Historismus des 19. Jahrhunderts und in diesem Zusammenhang zu einem erneuten Interesse an nazarenischer Kunst. 1977 widmete sich eine große Ausstellung im Städel zu Frankfurt am Main den Nazarenern und vereinte im Ausstellungskatalog grundlegende Artikel zu dieser Kunstrichtung. Dem folgte 1981 eine ähnlich große Ausstellung in Rom, in deren Folge auch die Fresken im Casa Massimo umfangreich restauriert wurden. In der ersten Jahreshälfte 2005 zeigte die Schirn in Frankfurt am Main erneut Werke der Nazarener in einer ihnen gewidmeten Ausstellung.
Eines der Zentren der Kunst der Nazarener ist heute das Museum Behnhaus/Drägerhaus in Lübeck, Overbecks Heimatstadt. Das Museum besitzt seit 1914 seinen künstlerischen Nachlass.

## Merkmale nazarenischer Kunst

Friedrich Overbeck: Porträt Franz Pforr, 1810

In einer Hinsicht gleicht die nazarenische Kunst der klassizistischen Schule, aus der sie sich entwickelt hat: Die klare, konturierte Form hat Vorrang vor der Farbe, das Zeichnerische hat Vorrang vor dem Malerischen. Vorherrschendes Kompositionselement ist die menschliche Figur.
Protagonist dieser Richtung war Johann Gottfried Herder (1744–1803), der führende Theoretiker des Sturm und Drang. Er wandte sich gegen einige der zentralen Lehren der Aufklärung (Klassizismus) und betonte die Schönheit auch der regellosen, urtümlichen Dinge, die Gegen-Antike (Mittelalter).
Begonnen hatte diese Entwicklung schon im 17. Jahrhundert, aber eher in elitären Kreisen und mit geringen technischen Möglichkeiten. Im 18. und besonders im 19. Jahrhundert wurden diese Bestrebungen beträchtlich intensiviert. Jetzt erschienen auch Bücher, die Kunstwerke dieser Epochen wiedergeben sollten. Zur Reproduktion wurden diese Werke in Holzstiche oder Holzschnitte umgewandelt – und in dieser Form wurden die Werke der sogenannten „Primitiven“ populär. Die Betonung des linearen Elements – als Hauptcharakteristikum des Holzschnitts – in der Kunst der Nazarener stammt also aus einer technisch missverstandenen Sicht der mittelalterlichen Kunst. Das zweifellos sowieso schon vorhandene Übergewicht des Zeichnerischen und Konturhaften der älteren Malerei wurde durch die Erfordernisse des damaligen Buchdrucks noch zusätzlich betont.
Diese Version der „vor-raffaelischen“ Malerei lernte Overbeck kennen und lieben als Werke von frommer Einfalt und mönchischer Werkergebenheit, bevor er in Rom die Originale sah. Die heute manchmal spürbare Süßlichkeit und Blutleere der nazarenischen Kunst beruht auf diesen begrenzten Möglichkeiten der technischen Reproduktion.
Die Farben haben vor allem die Funktion, die Szene zu verinnerlichen und zu vergeistigen. In warmem, pastelligem Schmelz werden Figuren und Landschaft miteinander verbunden.
Besonderer Wert wird auf die Lichtführung gelegt, die zu den zentralen Figuren hinleitet. In vielen nazarenischen Bildern ist sie das einzige dramatische Element in einer Bildkomposition, die im Übrigen von tiefer Ruhe, Innerlichkeit und Ernst bestimmt ist. Diese Feierlichkeit entrückt Szenen, die thematisch sehr alltäglich scheinen, ins Überirdische. Die luftigen, durchsichtigen Blautöne des Barock-Klassizismus, welche die Szene in allegorische Ferne entrücken, sind tabu. Die geringe räumliche Tiefenwirkung und das Vermeiden greller Farbkontraste unterstützen die Feierlichkeit. Sie sind äußere Merkmale, die die Nazarener mit ihren mittelalterlichen Vorbildern verbinden.
Der Gesichtsausdruck der dargestellten Figuren ist ernst und verinnerlicht; man sieht kein einziges heiteres oder gar lachendes Gesicht. Auffällig sind die weichen, glatt rasierten Gesichtszüge der Männer. Auch in dieser Hinsicht ist die nazarenische Kunst mittelalterlichen Vorbildern ähnlich. Dies gilt auch für die nazarenische Porträtkunst. Als exemplarisch gilt ein Gemälde von Overbeck, ein sogenanntes Freundschaftsbild, wie die Lukasbrüder die Porträts nannten, die sie voneinander malten. Mit ernsten, großen Augen schaut in dem 1810 entstandenen Gemälde Franz Pforr den Betrachter an. Pforr trägt „altdeutsche“ Kleidung und lehnt sich über die Brüstung eines von Wein umrankten Fensters. Hinter ihm ist seine imaginäre zukünftige Ehefrau zu sehen, die strickt und gleichzeitig in einem religiösen Buch liest. Eine Madonnenlilie, ein mittelalterliches Mariensymbol, setzt sie einer Madonna gleich. Das gegenüberliegende Fenster gibt den Blick auf eine mittelalterliche nordeuropäische Straße frei, in deren Hintergrund jedoch eine italienische Küstenlandschaft zu erkennen ist.
Die Erotik wird als Thema in der nazarenischen Malerei fast völlig ausgeklammert. Die Menschen auf nazarenischen Bildern sind meist völlig bekleidet, auffällig oft in wallende Gewänder mit starkem Faltenwurf und klassizistischer Anmutung. Darstellungen fast nackter Körper, wie in Friedrich Overbecks 1820 vollendetem römischen Monumentalfresko Olindo und Sophronia auf dem Scheiterhaufen, sowie die Aktbilder von Julius Schnorr von Carolsfeld, sind Ausnahmen.

## Einfluss der nazarenischen Kunst auf andere Stilrichtungen
Der künstlerische Einfluss der Nazarener war weitreichend und langanhaltend.
Italien: Erste Erfolge für die Nazarener gab es in Italien, wo sie lange beheimatet waren, sogar im Vatikan und in Assisi (Overbeck in der Porciuncula-Kapelle in Santa Maria degli Angeli). Vor allem Tommaso Minardi folgte ihrem Stil, der seinen caravaggesken Frühstil um 1820 aufgab und Wortführer der Bewegung „Il Purismo“ wurde, der die nazarenischen Prinzipien in die religiöse italienische Malerei einführte.
Frankreich: In Frankreich führte ihr Einfluss zu einer Erneuerung der religiösen Kunst in der Schule von Lyon und prägte den Maler Maurice Denis. Nazarenische Elemente gibt es in der Kirchenmalerei von Jean-Auguste-Dominique Ingres. Sein Schüler Hippolyte Flandrin schuf ein großes Wandgemälde in St. Germain-des-Prés 1846. Zentrum des deutschen Einflusses in Frankreich war Lyon, wo Paul Chenavard riesige Wandgemälde mit komplizierten philosophischen Themen entwarf.
Holland: Der Holländer Ary Scheffer führte nazarenische Schlichtheit in seine Salonmalerei ein.
England: In Großbritannien übten vor allem Julius Schnorr von Carolsfelds 240 Bibelillustrationen, die 1860 veröffentlicht wurden, großen Einfluss aus. Bereits die Präraffaeliten, eine von den Malern Dante Gabriel Rossetti und Everett Millais 1848 gegründete englische Künstlervereinigung, hatten Ideen der Nazarener aufgegriffen. Ford Madox Brown hatte Verbindung zu den Nazarenern aufgenommen. Auch die Präraffaeliten strebten nach einer religiös-seelischen Vertiefung der Kunst und betrachteten die italienische Kunst der Frührenaissance als Vorbild. Man vermisste schmerzlich eine Tradition in der Historienmalerei. Und als 1840 das House of Parliament mit Wandgemälden ausgestattet werden sollte, tat man das in deutscher Manier.
Deutschland: In Deutschland war es vor allem die Schule von Beuron, die in der zweiten Hälfte des 19. Jahrhunderts das Gedankengut der Nazarener aufgriff. Die Beuroner Richtung war von dem Baumeister, Bildhauer und Maler Peter Lenz sowie Jakob Wüger und Lukas Steiner im Benediktinerkloster Beuron begründet worden mit dem Ziel, die religiöse Kunst wiederzubeleben.

## Ausstellungen
- Die Nazarener: Religion macht Kunst Ausstellung 15. April – 24. Juli 2005 in der Schirn Kunsthalle Frankfurt
- Die Nazarener – vom Tiber an den Rhein. Drei Malerschulen des 19. Jahrhunderts. Ausstellung 10. Juni – 25. November 2012 im Landesmuseum Mainz